# عبد الرحمن بن زيد السويداء
عبد الرحمن بن زيد السويداء (ولد في حائل عام 1940م) أديب ومؤرخ سعودي، حصل على جائزة ومنحة الملك سلمان بن عبد العزيز لدراسات تاريخ الجزيرة العربية التقديرية للرواد لكتاباته التاريخية وبخاصة عن تاريخ حائل، والاهتمام الثقافي والتربوي لمنطقة حائل، وتدوينه للشعر الشعبي والقصص والمأثورات الشعبية ذات الدلالات التاريخية، والبحث التاريخي في الفترات التي لم يدون تاريخها بعمق في مثل كتابه الألف سنة الغامضة من تاريخ نجد.

## مولده ونشأته
ولد عبد الرحمن بن زيد السويداء في الثامن والعشرين من ذي الحجة عام 1358 هـ الموافق للسابع عشر من يناير عام 1940 في بلدة المستجدة بمنطقة حائل وبها تلقى مبادئ تعليمه قراءة القرآن والكتابة، انتقل إلى مدينة الروضة وبها أكمل تعليمه الابتدائي والمتوسط والثانوي 1381 هـ، عمل موظفا إداريا في وزارة الداخلية بالرياض، ثم في مؤسسة النفط، المعادن بترومين بالرياض ، حاصل على بكالوريوس في التاريخ من جامعة الملك سعود بالرياض 1966، عمل مدرسا، ثم مديراً لمدرسة، ثم موظفاً مدنيا، ثم موجهاً تربويا، ثم مديرا للتعليم، ثم مستشارا تعليميا، ثم تفرغ لإدارة دار السويداء منذ 1983، يعمل السويداء رئيس مجلس إدارة الجمعية الخيرية بمدينة الروضة، كما شارك ممثلا عن المملكة العربية السعودية في عدد من المهرجانات والمؤتمرات والندوات في الخارج، شارك في العديد من الأمسيات الشعرية في الأندية الأدبية. ويشارك بالكتابة في عدد من الصحف والمجلات المحلية والعربية، وهو عضو مؤسس بنادي حائل الأدبي.

## مؤلفاته
يملك عبد الرحمن بن زيد السويداء إنتاج ضخم من المؤلفات، وله أيضا نتاج ضخم من إصدارات الأندية الأدبية في مجال تراث المنطقة وتراث المملكة بصفة عامة، ومن مؤلفاته:
1. نجد في الأمس القريب.
2. جذوع وفروع : يقع في 3 أجزاء.
3. فصيح العامي في شمال نجد : يقع في 3 أجزاء.
4. من شعراء الجبل العاميين : يقع في 3 أجزاء.
5. الألف سنة الغامضة من تاريخ نجد : يقع في 3 أجزاء.
6. القهوة العربية.
7. فتافيت : يقع في 3 أجزاء.
8. منطقة الرمان.
9. النخلة العربية.
10. شذرات لامعة : تقع في 3 أجزاء.
11. عقيلات الجبل.
12. النكهة الطائية في اللهجة الحائلية.
13. شعراء الجبل.
14. درر الشعر الشعمي أو الشعبي : تقع في 3 أجزاء.
15. ثغور الربيع الباسمة.
16. الحضارة النجدية.
17. الثقافة والتعليم في منطقة حائل.
18. حفلات الزواج مظهر حضاري أم فقاعة صابون.
19. أهل المناخ في منطقة حائل.
20. المرأة في مرآة الشعر.
21. الأدباء والكتاب في منطقة حائل.

## انتاجه الأدبي
يمتلك عبد الرحمن بن زيد السويداء إنتاجا أدبيا متنوعا، بين دواوين شعرية وقصص وروايات:
- دواوينة الشعرية : رؤى مسافر 1987، لواعج 1989، هواجس 1991، أشجان 1996.
- قصصه : رائد (قصة اجتماعية) 1985، جذوع وفروع (قصص تراثية).
- رواياته الاجتماعية : العزوف 1986، مخاض الطفرة ونتاجها 1987، فالح 1990، وقع وصدى 1991، نتائج الطفرة 1991.

## مؤلفات كتبت عنه
- موسوعة الشخصيات السعودية، مؤسسة عكاظ للصحافة والنشر، جدة، الطبعة الأولى، 1427هـ/2006م.
- موسوعة الأدباء والكتّاب السعوديين خلال مائة عام من 1319-1419هـ، أحمد بن سعيد بن سلم، النادي الأدبي، المدينة المنورة، الطبعة الثانية، 1420هـ/1999م.
- دليل الكتّاب والكاتبات، خالد بن أحمد اليوسف، الجمعية العربية السعودية للثقافة والفنون، الطبعة الثالثة، 1415هـ/1995م.
- دليل الأدباء بدول مجلس التعاون لدول الخليج العربية، الأمانة العامة لمجلس التعاون لدول الخليج العربية، الرياض، الطبعة الأولى، 1428هـ/2007م.
- الأدباء والكتّاب في منطقة حائل، عبد الرحمن بن زيد السويداء، دار السويداء للنشر والتوزيع، الرياض، 1427هـ/2006م.
- قاموس الأدب والأدباء في المملكة العربية السعودية، الجزء (2)، دارة الملك عبد العزيز، الرياض، 1435هـ.

## وصلات خارجية
- عبد الرحمن بن زيد السويداء (1) (1358 -......هـ/ 1940 -......م)